# جونسبورغ (إلينوي)
جانسبورغ (بالإنجليزية: Johnsburg)‏ هي قرية تقع في الولايات المتحدة في إلينوي. يقدر عدد سكانها بـ 6,337 نسمة .

## الموقع الجغرافي
الموقع الجغرافي للمناطق المحيطة بهذه النقطة هو كالتالي:

## أعلام
- كاثلين برينان
- تشاك هيلر